# (836) Íole
(836) Íole es un asteroide perteneciente al cinturón de asteroides descubierto el 23 de septiembre de 1916 por Maximilian Franz Wolf desde el observatorio de Heidelberg-Königstuhl, Alemania.
Está nombrado por Íole, un personaje de la mitología griega.

## Características orbitales
Íole forma parte de la familia asteroidal de Flora.